# Лупкі (Нижньосілезьке воєводство)
Лупкі (пол. Łupki) — село в Польщі, у гміні Влень Львувецького повіту Нижньосілезького воєводства.
Населення — 170 осіб (2011).
У 1975-1998 роках село належало до Єленьоґурського воєводства.

## Демографія
Демографічна структура станом на 31 березня 2011 року:
|          | Загалом | Допрацездатний вік | Працездатний вік | Постпрацездатний вік |
| -------- | ------- | ------------------ | ---------------- | -------------------- |
| Чоловіки | 86      | 20                 | 62               | 4                    |
| Жінки    | 84      | 21                 | 45               | 18                   |
| Разом    | 170     | 41                 | 107              | 22                   |

## Пам'ятки
У селі знаходяться руїни одного із найстаріших замків у Польщі - замку Влень, а також палац Ленно, збудований у XVII столітті та прилеглий до нього парк.